# Романівка (Синельниківський район)
Рома́нівка — село в Україні, у Зайцівській сільській територіальній громаді Синельниківського району Дніпропетровської області. Населення за переписом 2001 року становить 223 особи. 

## Історія
7 (20) листопада 1917 року, відповідно до Третього Універсалу Української Центральної Ради, увійшло до складу Української Народної Республіки.
До 2017 року орган місцевого самоврядування — Майська сільська рада.
12 червня 2020 року, відповідно до розпорядження Кабінету Міністрів України № 709-р від «Про визначення адміністративних центрів та затвердження територій територіальних громад Дніпропетровської області», увійшло до складу Зайцівської сільської громади.
19 липня 2020 року, в результаті адміністративно-територіальної реформи та ліквідації   Синельниківського (1923—2020) району, село увійшло до складу новоутвореного Синельниківського району.

## Географія
Село Романівка знаходиться біля витоків пересихаючої річечки Березнегувата, нижче за течією на відстані 3,5 км розташоване село Новомиколаївка. Поруч проходить автомобільна дорога Т 0426.

## Населення

### Мова
Розподіл населення за рідною мовою за даними перепису 2001 року:
| Мова            | Кількість | Відсоток |
| --------------- | --------- | -------- |
| українська      | 198       | 88.79%   |
| російська       | 18        | 8.07%    |
| вірменська      | 2         | 0.90%    |
| білоруська      | 1         | 0.45%    |
| румунська       | 1         | 0.45%    |
| інші/не вказали | 3         | 1.34%    |
| Усього          | 223       | 100%     |

## Інтернет-посилання
- Погода в селі Романівка